# 동아프리카포토원숭이
동아프리카포토원숭이(Perodicticus ibeanus)는 로리스과에 속하는 야행성 곡비원류 영장류의 일종이다. 중앙아프리카와 동아프리카에서 발견된다.

## 분류학
이전에는 서아프리카포토원숭이의 아종으로 여겨졌지만, 2015년 연구에서는 세 종으로 나누고 동아프리카포토원숭이를 별개의 종으로 분류했다. 동아프리카포토원숭이는 약 550만 년 전 마이오세 후기에 중앙아프리카포토원숭이에서 갈라져 나온 종으로 여겨진다.
두 종의 아종이 있다. 모식 아종인 동아프리카포토원숭이(P. i. ibeanus)와 멸종된 것으로 추정되는 케냐산포토원숭이(P. i. stockleyi)이다. 케냐산포토원숭이는 1938년에 수집된 단일 표본으로만 알려져 있다.

## 분포
동아프리카포토원숭이는 중앙아프리카 공화국과 콩고민주공화국에서 케냐 동쪽 서부까지 분포한다. 또한 고립된 아종 케냐산포토원숭이는 케냐산 비탈에 서식하는 고유종으로, 모든 포토원숭이 중 가장 동쪽에 위치한 개체군이다.

## 보전
동아프리카포토원숭이는 IUCN 적색 목록에서 최소관심종(LC)으로 분류되며, 적응력이 뛰어난 종으로 알려져 있다. 교란되지 않은 숲과 교란된 숲, 심지어 인간 거주지 근처에서도 발견된다. 그러나 농업을 위한 삼림 벌채로 인해 지역적인 개체 수 감소가 발생하고 있을 가능성이 있다. 게다가 케냐산 아종은 서식지 대부분이 파괴되어 멸종되었거나 거의 멸종에 가까운 것으로 여겨지며, 현재 남아 있는 개체 수는 50마리 미만이다. 이로 인해 IUCN은 이 종을 절멸위급종(멸종 가능성 있음)으로 분류하고 있다.